# Trafford (Alabama)
Trafford es un pueblo ubicado en el condado de Jefferson en el estado estadounidense de Alabama. En el censo de 2000, su población era de 523.

## Demografía
En el 2000 la renta per cápita promedia del hogar era de $ 23.611$, y el ingreso promedio para una familia era de 32.292$. El ingreso per cápita para la localidad era de 11.926$. Los hombres tenían un ingreso per cápita de 29.375$ contra 18.750$ para las mujeres.

## Geografía
Trafford está situado en 33°49′8″N 86°44′48″O / 33.81889, -86.74667 (33.818957, -86.746581)
Según la Oficina del Censo de los EE. UU., la ciudad tiene un área total de 1.52 millas cuadradas (3.93 km²).